# 松田辰也
松田辰也（1965年10月17日－）是日本的男性声优，现在已引退。东京都出身，所属事务所。

## 人物
在饰演传说巨神伊迪安中的时首次亮相。

## 主要演出作品

### 电视动画
- 三个火枪手（动画）（达达尼安）
- 宇宙战舰大和号2（子供A）
- （牧野）
- （四月笨蛋团的Boss）
- 15少年漂流记（アイバースン）
- 传说巨神伊迪安（アフタ·デク）
- 心跳今夜（德川一郎）
- 闪电霹雳车（角良平）
- 魔动王Granzort（加斯山本）
- 我是小甜甜（あゆみ）
- 南方彩虹的露西（班·波普尔）

### OVA
- 闪电霹雳车11（角良平）
- 闪电霹雳车ZERO（角良平）
- 魔动王Granzort 最后的魔法大战（加斯山本）
- 魔动王Granzort 冒险篇（加斯山本）

### 遊戲
2021年
- 超級機器人大戰DD（加斯山本）